# Sergei Wladimirowitsch Schubenkow
Sergei Wladimirowitsch Schubenkow (russisch Сергей Владимирович Шубенков, engl. Transkription Sergey Vladimirovich Shubenkov; * 10. Oktober 1990 in Barnaul, Russische SFSR, Sowjetunion) ist ein russischer Leichtathlet, der sich auf den 110-Meter-Hürdenlauf spezialisiert hat. Er tritt in jüngerer Zeit als Authorised Neutral Athletes an.

## Werdegang
Schubenkow trat international erstmals 2009 bei den Junioreneuropameisterschaften in Novi Sad in Erscheinung, als er die Silbermedaille im 110-Meter-Hürdenlauf gewann. 2010 wurde er Vierter über 60 Meter Hürden bei den russischen Hallenmeisterschaften und Dritter über 110 Meter Hürden bei den russischen Meisterschaften im Freien.
Schubenkow gewann bei den U23-Europameisterschaften in Ostrava die Goldmedaille im 110-Meter-Hürdenlauf. Im selben Jahr nahm er an den Weltmeisterschaften in Daegu teil, schied jedoch bereits im Vorlauf aus.
2012 verbesserte Schubenkow den russischen Rekord über 110 Meter Hürden in Hérouville-Saint-Clair auf 13,18 s und unterbot damit die alte Bestmarke von Konstantin Schabanow um 17 Hundertstelsekunden. Seinen bis dahin größten internationalen Erfolg feierte Schubenkow kurze Zeit später mit dem Titelgewinn bei den Europameisterschaften in Helsinki. Nachdem er seine Bestleistung im Halbfinale auf 13,09 s gesteigert hatte, reichten ihm im Finale 13,16 s für den Sieg vor dem Franzosen Garfield Darien und dem Polen Artur Noga. Bei den Olympischen Spielen in London erreichte Schubenkow die Halbfinalrunde.
Im Februar 2013 wurde Schubenkow russischer Meister im 60-Meter-Hürdenlauf. Zwei Wochen später siegte er über dieselbe Distanz bei den Halleneuropameisterschaften in Göteborg und setzte sich mit einer Zeit 7,49 Sekunden zwischenzeitlich an die Spitze der Weltjahresbestenliste. Im Juli gewann er bei der Universiade in Kasan in 13,47 s die Bronzemedaille über 110 Meter Hürden. Wenige Wochen später belegte er bei den Weltmeisterschaften in Moskau in 13,24 Sekunden ebenfalls den dritten Rang.
2014 setzte sich Schubenkow bei den Russischen Meisterschaften über 60 Meter Hürden erneut durch, schied aber bei den Hallenweltmeisterschaften 2014 im polnischen Sopot in der Halbfinalrunde aus. Bei den Europameisterschaften in Zürich verteidigte er seinen Titel im 110-Meter-Hürdenlauf in 13,16 s erfolgreich.
2015 siegte Schubenkow unter anderem bei der Golden Gala in Rom und bei der Team-Europameisterschaft in Tscheboksary. Beim Meeting Areva in Paris Saint Denis belegte er den dritten Platz und steigerte seine Bestleistung auf 13,06 Sekunden. Er krönte seine Saison mit dem Titelgewinn bei den Weltmeisterschaften in Peking, wo er mit seiner Siegerzeit von 12,98 s erstmals die 13-Sekunden-Marke unterbot.
2018 verbesserte er beim Gyulai Memorial Meeting in Székesfehérvár seine persönliche Bestleistung auf 12,92 Sekunden.
Bei den Weltmeisterschaften 2017 in London und 2019 in Doha gewann Schubenkow jeweils Silber.
Bei den Weltmeisterschaften in Doha gewann der unter neutraler Flagge startende Schubenkow am 2. Oktober 2019 über 110 Meter Hürden die Silbermedaille hinter dem US-Amerikaner Grant Holloway.
Sergei Schubenkow ist 1,90 m groß, hat ein Wettkampfgewicht von 75 kg und wird von Sergej Klewzow trainiert. Seine Mutter Natalja Schubenkowa war Vizeeuropameisterin 1986 und Olympiavierte 1988 im Siebenkampf.